# شيمانوفسك
شيمانوفسك (بالروسية: Шимановск) هي إحدى مدن روسيا في الكيان الفدرالي الروسي أمور أوبلاست.

## المناخ
يظهر الجدول التالي التغييرات المناخية على مدار السنة لشيمانوفسك:
| البيانات المناخية لـشيمانوفسك     | البيانات المناخية لـشيمانوفسك | البيانات المناخية لـشيمانوفسك | البيانات المناخية لـشيمانوفسك | البيانات المناخية لـشيمانوفسك | البيانات المناخية لـشيمانوفسك | البيانات المناخية لـشيمانوفسك | البيانات المناخية لـشيمانوفسك | البيانات المناخية لـشيمانوفسك | البيانات المناخية لـشيمانوفسك | البيانات المناخية لـشيمانوفسك | البيانات المناخية لـشيمانوفسك | البيانات المناخية لـشيمانوفسك | البيانات المناخية لـشيمانوفسك |
| الشهر                             | يناير                         | فبراير                        | مارس                          | أبريل                         | مايو                          | يونيو                         | يوليو                         | أغسطس                         | سبتمبر                        | أكتوبر                        | نوفمبر                        | ديسمبر                        | المعدل السنوي                 |
| --------------------------------- | ----------------------------- | ----------------------------- | ----------------------------- | ----------------------------- | ----------------------------- | ----------------------------- | ----------------------------- | ----------------------------- | ----------------------------- | ----------------------------- | ----------------------------- | ----------------------------- | ----------------------------- |
| الدرجة القصوى °م (°ف)             | −1.0 (30.2)                   | 2.7 (36.9)                    | 17.0 (62.6)                   | 26.7 (80.1)                   | 34.0 (93.2)                   | 39.1 (102.4)                  | 37.4 (99.3)                   | 35.0 (95.0)                   | 32.6 (90.7)                   | 27.4 (81.3)                   | 11.0 (51.8)                   | 0.0 (32.0)                    | 39.1 (102.4)                  |
| متوسط درجة الحرارة الكبرى °م (°ف) | −18.5 (−1.3)                  | −12.8 (9.0)                   | −3.8 (25.2)                   | 7.8 (46.0)                    | 17.0 (62.6)                   | 23.9 (75.0)                   | 25.9 (78.6)                   | 23.3 (73.9)                   | 16.6 (61.9)                   | 6.1 (43.0)                    | −8.6 (16.5)                   | −17.8 (0.0)                   | 5.0 (41.0)                    |
| المتوسط اليومي °م (°ف)            | −25.6 (−14.1)                 | −20.6 (−5.1)                  | −10.5 (13.1)                  | 2.0 (35.6)                    | 10.4 (50.7)                   | 17.5 (63.5)                   | 20.1 (68.2)                   | 17.4 (63.3)                   | 10.0 (50.0)                   | −0.3 (31.5)                   | −14.7 (5.5)                   | −24.1 (−11.4)                 | −1.5 (29.3)                   |
| متوسط درجة الحرارة الصغرى °م (°ف) | −32.5 (−26.5)                 | −28.9 (−20.0)                 | −19.4 (−2.9)                  | −5.4 (22.3)                   | 2.2 (36.0)                    | 9.2 (48.6)                    | 13.2 (55.8)                   | 10.6 (51.1)                   | 2.8 (37.0)                    | −7.2 (19.0)                   | −21.4 (−6.5)                  | −30.4 (−22.7)                 | −8.9 (16.0)                   |
| أدنى درجة حرارة °م (°ف)           | −49 (−56)                     | −46.1 (−51.0)                 | −37.2 (−35.0)                 | −23.9 (−11.0)                 | −8.5 (16.7)                   | −2.0 (28.4)                   | 1.2 (34.2)                    | −0.5 (31.1)                   | −10 (14)                      | −24 (−11)                     | −37.7 (−35.9)                 | −48.9 (−56.0)                 | −49 (−56)                     |
| الهطول مم (إنش)                   | 6.3 (0.25)                    | 8.3 (0.33)                    | 10.2 (0.40)                   | 28.8 (1.13)                   | 38.4 (1.51)                   | 78.6 (3.09)                   | 125.9 (4.96)                  | 84.0 (3.31)                   | 62.7 (2.47)                   | 24.9 (0.98)                   | 17.1 (0.67)                   | 10.7 (0.42)                   | 495.9 (19.52)                 |
| متوسط الرطوبة النسبية (%)         | 74.2                          | 69.4                          | 64.1                          | 57.5                          | 60.3                          | 68.5                          | 78.0                          | 78.8                          | 72.7                          | 66.1                          | 74.4                          | 75.1                          | 69.9                          |
| المصدر: climatebase.ru            |                               |                               |                               |                               |                               |                               |                               |                               |                               |                               |                               |                               |                               |

## أعلام
- ألكسندر فيلتسوف